# 3 ore per uccidere
3 ore per uccidere (Three Hours to Kill) è un film del 1954 diretto da Alfred L. Werker.
È un film western statunitense con Dana Andrews, Donna Reed e Dianne Foster.

## Trama
Jim Guthrie torna in città dopo tre anni di fuga, accusato ingiustamente dell'omicidio di Carter Mastin, il fratello della donna che amava. Tre anni prima, Jim e Carter avevano avuto un acceso litigio fuori dal saloon, che si concluse con la morte di Carter, trovato morto con la pistola di Jim in mano. Nonostante la sua innocenza, Jim viene accusato del delitto e, mentre il popolo inferocito lo condanna alla forca, riesce a fuggire grazie all’aiuto di Laurie. Durante la fuga, Jim si procura una cicatrice al collo, un marchio che porterà con sé per sempre. Dopo aver vissuto nascosto e lontano dal suo passato, Jim decide di tornare a Furnace Flats, determinato a scoprire il vero colpevole. Ben, il suo vecchio amico e ora sceriffo della città, gli concede tre ore per risolvere il mistero prima che venga arrestato. La sua indagine lo porta a confrontarsi con alcuni dei sospettati più vicini: Sam, il barista che aveva incitato alla sua morte, Deke, il barbiere timoroso, Marty, il proprietario del saloon e Niles Hendricks, il banchiere che ha sposato Laurie nel frattempo. Con l’aiuto di Chris Palmer, una donna che da sempre lo ha amato, Jim riesce a ricostruire i fatti e a scoprire che il vero assassino è una persona inaspettata. Tra tafferugli, sparatorie e un crescente clima di tensione, Jim riesce a ottenere la verità.

## Produzione
Il film, diretto da Alfred L. Werker su una sceneggiatura di Richard Alan Simmons e Roy Huggins e, per alcuni dialoghi addizionali, di Maxwell Shane e un soggetto di Alex Gottlieb, fu prodotto da Harry Joe Brown per la Columbia Pictures Corporation e girato nella Hidden Valley a Thousand Oaks, a Lake Sherwood e nel Walker Ranch a Newhall, in California, dal 19 gennaio al 9 febbraio 1954.

## Distribuzione
Il film fu distribuito con il titolo Three Hours to Kill negli Stati Uniti dal 3 settembre 1954 al cinema dalla Columbia Pictures.
Altre distribuzioni:
- in Svezia il 7 febbraio 1955 (Tre timmar att hämnas)
- in Germania Ovest l'8 aprile 1955 (Drei Stunden Zeit)
- in Danimarca il 16 maggio 1955 (Tre timers frist)
- in Finlandia il 3 giugno 1955 (Kostajan paluu)
- in Belgio il 24 giugno 1955 (Trois heures pour tuer e Drie uren om te doden)
- in Francia il 24 agosto 1955
- in Austria nel settembre del 1955 (Drei Stunden Zeit)
- in Francia il 14 ottobre 1955 (Paris)
- in Portogallo il 21 maggio 1956 (Três Horas Para Matar)
- in Italia (3 ore per uccidere)
- in Grecia (Treis ores agonias)
- in Spagna (Tres horas para vivir)
- in Brasile (Três Horas para Matar)

## Promozione
La tagline americana del film è: The Man With The Rope Scar ON HIS NECK!.